# Moors bruin blauwtje
Het moors bruin blauwtje (Aricia cramera, soms geplaatst in het geslacht Plebejus) is een vlinder uit de familie van de kleine pages, vuurvlinders en blauwtjes (Lycaenidae).
De spanwijdte bedraagt 26 tot 30 millimeter. De bovenzijde van de vleugels is bruin, met langs de rand duidelijk afgezette oranje vlekken.
De soort komt voor in Spanje, Portugal, Italië (op Sardinië) en het westen van Noord-Afrika, inclusief de Canarische Eilanden. Er vliegen twee à drie jaarlijkse generaties van mei tot september.
Als waardplanten gebruikt het moors bruin blauwtje vooral Geranium (ooievaarsbek) en Erodium (reigersbek), maar ook Centaurea (centaurie), Helianthemum (zonneroosje) en een aantal planten uit de vlinderbloemenfamilie. De soort overwintert als rups. De rups wordt door mieren verzorgd.